# West Kelowna
West Kelowna (offiziell City of West Kelowna, inoffiziell auch Westside) ist eine Gemeinde im Süden des Interior der kanadischen Provinz British Columbia. Die Gemeinde im Okanagan Country gehört zum Regional District of Central Okanagan.

## Lage
Die Gemeinde liegt am Westufer des Okanagan Lake im Okanagan Valley am südöstlichen Rande des Thompson-Plateau. Die Gemeinde liegt etwa 7 Kilometer südwestlich von Kelowna und etwa 18 Kilometer nordöstlich von Peachland.
Die Gemeinde setzt sich aus mehreren Nachbarschaften („Neighbourhoods“) zusammen:
- Casa Loma,
- Gellatly Bay,
- Glenrosa,
- Lakeview Heights,
- Mission Hill/Sunnyside,
- Rose Valley/West Kelowna Estates,
- Shannon Lake,
- Smith Creek und
- Westbank/Westbank Centre

## Geschichte
Das Gebiet in dem heute die Stadt liegt ist traditionelles Siedlungs- und Jagdgebiet der First Nations, hier hauptsächlich der Okanagan. Diese haben im Bereich der Gemeinde auch mehrere Reservate.
Die Zuerkennung der kommunalen Selbstverwaltung für die Gebietsgemeinde erfolgte am 4. Oktober 2007 (incorporated als „Westside District Municipality“). Im Jahr 2009 änderte sich der Name der Gemeinde in „District of West Kelowna“, bevor sich mit der Änderung des Status in den einer Stadt der Name erneut änderte.
Im August 2023, während der extremen kanadischen Waldbrandsaison 2023, fachte starker Wind einen Flächenbrand im McDougall Creek an, der sich binnen kurzer Zeit auf die Hundertfache Größe ausdehnte. Viele Häuser brannten nieder, darunter ein historisches Resort am Okanagan Lake, und es kam zu umfangreichen Evakuierungen.

## Demographie
Die Volkszählung im Jahr 2016, der Census 2016, ergab für die Gemeinde eine Bevölkerungszahl von 32.655 Einwohnern, nachdem der Zensus im Jahr 2011 für die Gemeinde noch eine Bevölkerungszahl von 30.902 Einwohnern ergab. Die Bevölkerung hat dabei im Vergleich zum letzten Zensus im Jahr 2011 um 5,7 % zugenommen und sich mit dem Provinzdurchschnitt, mit einer Bevölkerungszunahme in British Columbia um 5,6 %, entwickelt. Im Zensuszeitraum 2006 bis 2011 hatte die Einwohnerzahl in der Gemeinde deutlich stärker als die Entwicklung in der Provinz um 13,5 % zugenommen, während sie im Provinzdurchschnitt um 7,0 % zunahm.
Beim Zensus 2016 wurde für die Gemeinde ein Medianalter von 45,2 Jahren ermittelt. Das Medianalter der Provinz lag 2016 nur bei 43,0 Jahren. Das Durchschnittsalter lag bei 43,1 Jahren, bzw. bei nur 42,3 Jahren in der Provinz. Beim Zensus 2011 wurde für die Gemeinde noch ein Medianalter von 43,5 Jahren ermittelt. Das Medianalter der Provinz lag 2011 bei 44,0 Jahren.

## Verkehr
Schwerpunkt der Verkehrsanbindung ist der Straßenverkehr. Der Highway 97 durchquert die Gemeinde in Nord-Süd-Richtung und verbindet diese im Norden mit Sicamous und dort dem Highway 1 bzw. mit Osoyoos im Süden und dort dem Highway 3. Seit der offiziellen Eröffnung am 25. Mai 2008 ist West Kelowna mit Kelowna über eine neue fünfspurige Brücke verbunden, die William R. Bennett Bridge. Die alte schwimmende Brücke aus dem Jahre 1958, welche zu den größten der Welt gehört hatte, aber den steigenden Verkehr nicht mehr bewältigen konnte, wurde kurze Zeit später abgerissen. Im Süden von West Kelowna zweigt vom Highway 97 der Highway 97C nach Westen ab.
Öffentlicher Personennahverkehr wird örtlich/regional unter anderem mit einer Buslinie durch das „Kelowna Regional Transit System“ angeboten, welches von BC Transit in Kooperation betrieben wird. Das System bietet dabei neben der Verbindung mit Kelowna und dem Flughafen von Kelowna sowie dem UBC Okanagan Campus auch Verbindungen mit Peachland.
Eine Anbindung an den Luftverkehr erfolgt über den Kelowna International Airport.